# 八丁目城
八丁目城（はっちょうめじょう）は、福島県福島市松川町にあった戦国時代の城館（日本の城）。現在、山頂には愛宕神社、八幡神社が祀られている。山城としては保存状態が良く、土塁の跡が多数確認できる。

## 歴史・沿革
名称は安達郡と信夫郡の郡境である境川から八町の距離にあることに由来する。境川は二本松藩と福島藩、現在では二本松市と福島市の境界でもある。
八丁目城の築城時期及び築城者は定かでないが、天文の乱の頃は堀越興行（能登守）の居城であった。伊達稙宗が大森城の支城として設置したと言われており、天文の乱の際に一時期在城した。元亀元年（1570年）、時の城主堀越宗範が二本松城主・二本松義国に寝返ったため、八丁目城は二本松領となる。しかし、天正2年（1574年）、大森城主・伊達実元が八丁目城を奪い返し、再び伊達領となった。以後、八丁目城は南の二本松氏に対する押さえの城として伊達氏にとって重要な拠点となった。天正12年（1584年）頃に実元が成実に家督を譲って八丁目城へ隠居し、のちに同城で没した。天正14年（1586年）に成実が二本松城に移り、片倉景綱が大森城主となった後も八丁目城は成実の所領としてそのまま宛われた。天正18年（1590年）の奥州仕置の際、浅野長政が大崎氏領へ向かう途中に八丁目城に滞留している。八丁目城はこの奥州仕置の際に廃城になったと思われる。

## 構造
八丁目城は、現在の福島市の南端、松川町中心部の西北の山に築かれ、東西40m・南北50mの本丸を中心に、本丸の南側には南北に細長い曲輪、その下に15～20mの帯曲輪が巡らされている。城全体の規模はおよそ東西400m南北450mである。南方にはおよそ1kmの安達峠まで平地が広がる要衝に位置する。築城に合わせて南方から移転させられた城下の集落は、のちに八丁目宿と呼ばれ、奥大道（後の奥州街道）が通る宿場町になった。八丁目宿は米沢街道（土湯街道）および相馬街道の合流点にあり、二本松城下と福島城下の中間に位置するため、江戸時代も奥州街道の宿場町として奥州でも屈指の繁栄を誇ったという。
麓には旧松川小学校が置かれていたが、移転したあとは町民のためのグラウンドと施設が残されている。山の中腹からは旧八丁目宿に当たる町並みと、土合山を見渡すことができる。
街道を挟んで東方およそ800mに位置する土合山には支城が置かれ、土合館（どあいだて）とよばれた。現在では土合舘公園として整備され、あじさいの名所になっている。